# 格聂峰
格聂峰位于中国四川省甘孜藏族自治州理塘县境内，是沙鲁里山最高峰。2023年10月，中国自然资源部公布格聂山高程数据为6174.5米 。1987年，一支日本登山队首次登顶成功。